# 826
| 826                |
| ------------------ |
| Dødsfald - Fødsler |
|                    |

| Gregoriansk kalender | 826 DCCCXXVI            |
| Ab urbe condita      | 1579                    |
| Armensk kalender     | 275 ԹՎ ՄՀԵ              |
| Kinesiske kalender   | 3522 – 3523 乙巳 – 丙午 |
| Etiopisk kalender    | 818 – 819               |
| Jødisk kalender      | 4586 – 4587             |
| Hindukalendere       |                         |
| - Vikram Samvat      | 881 – 882               |
| - Shaka Samvat       | 748 – 749               |
| - Kali Yuga          | 3927 – 3928             |
| Iransk kalender      | 204 – 205               |
| Islamisk kalender    | 210 – 211               |

Se også 826 (tal)

## Begivenheder
- Ansgar rejser til Danmark med den danske konge Harald Klak, og forsøger mission, men bliver fordrevet, og rejser senere til Birka i Sverige.